# Andrei Kliúiev
Andrei Vladímirovitx Kliúiev (en rus Андрей Владимирович Клюев) (Lípetsk, 13 de juny de 1987) és un ciclista rus, que fou professional del 2006 al 2011. Ha combinat amb el ciclisme en pista.

## Palmarès en ruta
- 2005
  - Vencedor d'una etapa de la Volta a la regió de Łódź
- 2006
  - Vencedor d'una etapa del Tour de Hainan
  - Vencedor de 2 etapes del Tour del Mar de la Xina Meridional
- 2007
  -  Campió d'Europa sub-23 en Ruta
  - 1r al Boucle de l'Artois
  - Vencedor d'una etapa dels Tres dies de Valclusa
  - Vencedor d'una etapa del Tour de Normandia
- 2011
  - Vencedor d'una etapa de la Friendship People North-Caucasus Stage Race

## Palmarès en pista
- 2005
  -  Campió del món júnior en Madison (amb Alexey Shiryaev)